# Lista de primeiras-damas do Quirguistão
Primeira-dama ou primeiro-cavalheiro do Quirguistão é o título atribuído ao cônjuge do presidente do Quirguistão. A atual primeira-dama é Aigul Japarova.
Até agora, não houve nenhum primeiro cavalheiro oficial do Quirguistão. A primeira mulher presidente do país, Roza Otunbayeva, se divorciou durante sua presidência.

## Lista de primeiras-damas do Quirguistão
| Nº                        | Nome             | Retrato | Início do mandato      | Fim do mandato         | Presidente                     |
| ------------------------- | ---------------- | ------- | ---------------------- | ---------------------- | ------------------------------ |
| 1                         | Mayram Akayeva   |         | 27 de outubro de 1990  | 24 de março de 2005    | Askar Akayev                   |
|                           |                  |         |                        |                        | Ishenbai Kadyrbekov (Interino) |
| 2                         | Tatyana Bakiyeva |         | 25 de março de 2005    | 7 de abril de 2010     | Kurmanbek Bakiyev              |
|                           |                  |         |                        |                        | Roza Otunbayeva                |
| 3                         | Raisa Atambayeva |         | 1 de dezembro de 2011  | 24 de novembro de 2017 | Almazbek Atambaiev             |
| 4                         | Aigul Jeenbekova |         | 24 de novembro de 2017 | 15 de outubro de 2020  | Sooronbay Jeenbekov            |
|                           |                  |         |                        |                        | Sadyr Japarov (Interino)       |
| Talant Mamytov (Interino) |                  |         |                        |                        |                                |
| 5                         | Aigul Japarova   |         | 28 de janeiro de 2021  | presente               | Sadyr Japarov                  |